# Hildegarda Marzyńska

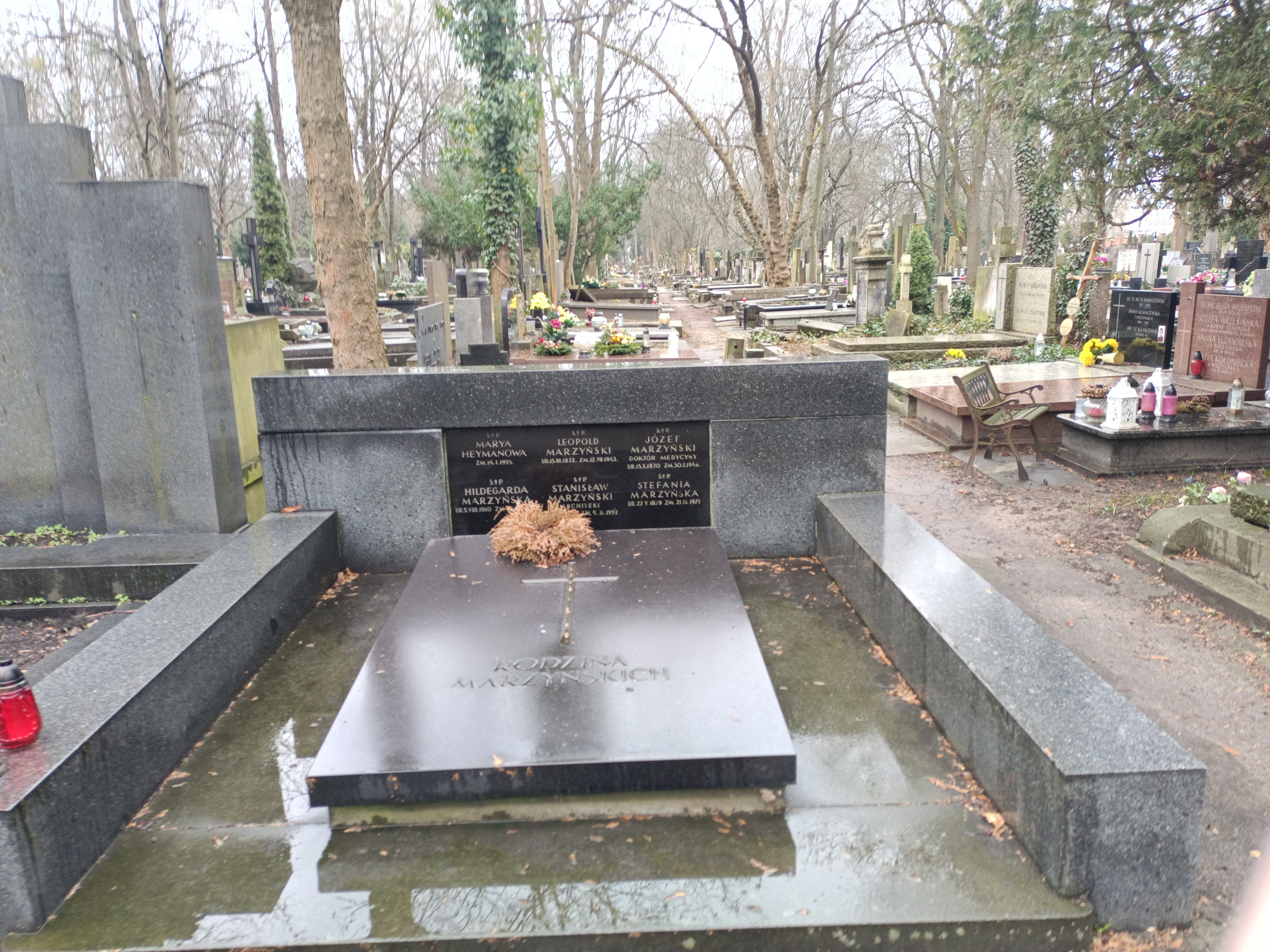
Grób Hildegardy Marzyńskiej na Cmentarzu Powązkowskim

Hildegarda Maria Marzyńska z d. Groak ps. „Teresa” (ur. 5 sierpnia 1910 w Wiedniu, zm. 10 grudnia 2002 w Warszawie) – łączniczka i kolporterka KO Warszawskiego ZWZ-AK, podczas powstania w Zgrupowaniu „Północ”, więźniarka UB; po wojnie krawcowa, odznaczona Orderem Virtuti Militari.

## Życiorys
Hildegarda Groak urodziła się 5 sierpnia 1910 w Wiedniu, w rodzinie lekarza Fryderyka Groaka i Stelli z domu Loewenberg. W 1925 ukończyła zawodową szkołę krawiecką i następnie pracowała jako krawcowa. W marcu 1930 zawarła związek małżeński z architektem Stanisławem Marzyńskim, a w kwietniu wyjechali razem do Polski i  zamieszkali w Warszawie przy ul. Jakubowskiej 16, a następnie przy ul. Czeskiej 20. Do momentu wybuchu wojny pomagała mężowi w pracach biurowych i buchalterii, a jednocześnie uczyła się języka polskiego. 
13 czerwca 1939 z wynikiem dobrym ukończyła pięciotygodniowe przeszkolenie PCK w zakresie Ratownictwa Sanitarnego w samoobronie przeciwlotniczej i przeciwgazowej dla przodowników organów domowych Ratownictwa Sanitarnego. Podczas pierwszego tygodnia wojny 1939 sprawowała funkcję blokowej Ligi Obrony Powietrznej i Przeciwgazowej na Saskiej Kępie. Po apelu ppłk.dypl. Romana Umiastowskiego, razem z mężem, opuściła miasto z zamiarem zgłoszenia się do Wojska Polskiego. Po dotarciu do Łucka, dotarła do niej wiadomość o agresji sowieckiej, więc wróciła do Warszawy, w której przebywała również podczas okupacji. Od października 1939 zaczęła pracować w Stołecznym Komitecie Samopomocy Społecznej Dzielnicy Praga na Saskiej Kępie, a później Radzie Głównej Opiekuńczej, w funkcji opiekunki blokowej. Od października 1939 do czerwca I940 w Szpitalu Ujazdowskim społecznie zajmowała się opieką rannymi żołnierzami, a także pomagała im w nawiązaniu kontaktów z rodzinami.
11 listopada 1939 wstąpiła do Służby Zwycięstwa Polski pod ps. „Teres” pełniąc w niej funkcję łączniczki i kolporterki w Sztabie Komendy Okręgu Warszawskiego. Była również w dyspozycji komendanta tego okręgu Henryka Józewskiego „Olgierda”. Od 11 listopada 1939 do 14 lutego 1942 w Biurze Informacji i Propagandy SZP-ZWZ była sekretarką kpt. Adolfa Abrama „Adama” , który był oficerem sztabu tego okręgu. W porozumieniu z Aleksandrem Kamińskim współpracowała z Mieczysławem Kalinowskim podczas organizacji punktów rozdziału prasy konspiracyjnej ZWZ. Uczestniczyła przy przedruku Biuletynu Informacyjnego oraz jego kolportażu.
14 lutego 1942 przydzielono ją do 5 Rejonu VI Obwodu AK w Warszawie na Pradze jako łączniczkę Komendy Rejonu i kolporterkę prasy. Odbyła również przeszkolenie na kursie rusznikarskim i przenosiła oraz przechowywała broń i amunicję. Organizowała i sprawowała nadzór nad archiwum podziemnej prasy, książkami i wydawnictw różnych ugrupowań oraz stronnictw z terenu Warszawy. Współdziałała w wykonaniu sztandaru 5 Rejonu, którego autorem projektu był jej mąż Stanisław, a który według Marka Ney-Krwawicza był jednym z najbardziej okazałych znaków AK. 19 marca 1943 uczestniczyła, pomagając także w przygotowaniu zbrojnej ochrony, w uroczystości poświęcenia sztandaru, który odbył się w kościele oo. Palotynów przy ul. Skaryszewskiej. Od 1943 razem z mężem współpracowała z podziemnymi agencjami prasowymi, dla których prowadziła nasłuch radiowy i opracowywała syntezy wiadomości. Współpracowała także z Kazimierzem Gorzkowskim, który dostarczał dla niej prasę wydawaną przez Podwydział „N” BIP, a także utrzymywała kontakty z Marią Sipayłło.
W dniu, w którym wybuchło powstanie, Hildegarda przewiozła na Wolę granaty, a następnie pod niemieckim ostrzałem przeszła na Stare Miasto, gdzie przebywała do 2 września. Po kapitulacji Starówki została wywieziona transportem niemieckim z Warszawy przez Skierniewice do Rozprzy, a tam zbiegła z transportu. Następnie pojechała do Borowca znajdującego się pod Końskimi w którym brat jej męża Michał był delegatem powiatowym Delegatury Rządu RP na Kraj. Pełniła tam funkcję łączniczki w bazie „Rybitwa-Rolnik” Okręgu Radomsko-Kieleckim AK. Znała osobiście jego komendanta płk. Jana Zientarskiego „Mieczysława” oraz Antoniego Hedę „Szarego”.
2 lutego 1945 wróciła do Warszawy, gdzie od maja była zatrudniona na stanowisku podreferendarza w Wydziale Martyrologii Ministerstwa Kultury i Sztuki. Do jej obowiązków należało przyjmowanie osób wracających z niemieckich obozów koncentracyjnych.  Opracowywała ich zeznania, odszukiwała i inwentaryzowała miejsca kaźni, które znajdowały się w Warszawie, m.in. przy al. Szucha. Uporządkowała pokój przesłuchań na Pawiaku, a także pomogła w założeniu Muzeum w Oświęcimiu, według własnych zeznań przekazała również ministerstwu część posiadanej prasy podziemnej z czasów okupacji. Dnia 1 lipca 1946 na własną prośbę została zwolniona z MKiS z powodów zdrowotnych. 
Jesienią 1945 spotkała się z M. Sipayłło, która po wojnie była związana ze środowiskiem piłsudczyków i prawdopodobnie od tamtego momentu uczestniczyła w działalności konspiracyjnej Polskiego Stronnictwa Demokratycznego, którym kierował Henryk Józewski. W sierpniu 1946 w mieszkaniu Łucji Żórawskiej, które znajdowało się przy ul. Poznańskiej 14 zorganizowała punkt przerzutowy prasy oraz skrzynkę kontaktową między WiN a PSD. Utrzymywała łączność  z Haliną Sosnowską, która była kierowniczką wydziału wywiadu Obszaru Centralnego Zrzeszenia WiN. Na „skrzynkę” znajdującą się przy ul. Poznańskiej 14 przekazywała pocztę od Józewskiego oraz pismo „Polska Niezawisła” i odbierała korespondencję od Sosnowskiej. Uczestniczyła w kolportażu „Polski Niezawisłej”, a następnie rozprowadzała je w warszawskim środowisku katolickim. We własnym mieszkaniu przy ul. Poznańskiej 12 przechowywała archiwum PSD, tj. egzemplarze „Polski Niezawisłej”, a także Józefskiego notatki polityczne i filozoficzne. Była także w kontakcie z grupą piłsudczykowską − Stronnictwem Niezawisłości Narodowej, którym kierował Wacław Lipiński. Swoją „skrzynkę” kontaktową udostępniła Kazimierzowi Gorzkowskiemu, który współpracował z Lipińskim. Wiedziała również, że w zakładzie introligatorskim Wandy Michalskiej znajdującym się przy ul. Wspólnej istniała „skrzynka” SNN.
16 listopada 1946 w „kotle” przy ul. Poznańskiej 14 została aresztowana przez funkcjonariuszy bezpieczeństwa, ale udało jej się z niego wymknąć do swojego mieszkania, w którym częściowo spaliła przechowywane tam archiwum PSD. W tym samym dniu była ponownie aresztowana i przetrzymywana w więzieniu mokotowskim, w którym była przesłuchiwana m.in. przez płk. Józefa Różańskiego. Wyrokiem Wojskowego sądu rejonowego w Warszawie z 18 października 1947 została skazana na 4 lata więzienia za to, że zorganizowała „skrzynkę” przy ul. Poznańskiej, ale 21 października 1947 zwolniono ją w wyniku amnestii. Po opuszczeniu więzienia była w dalszym ciągu inwigilowana, ale pomagała mężowi w pracy zawodowej. Nie należała do Związku Bojowników o Wolność i Demokrację, ale od marca 1990 do Światowego Związku Żołnierzy Armii Krajowej.
Hildegarda  Marzyńska zmarła 10 grudnia 2002 w Warszawie, a pochowana została na cmentarzu Powązkowskim w Warszawie (kwatera 124-4-1,2).

## Odznaczenia
- Krzyż Srebrny Orderu Virtuti Militari – Rozkaz dowódcy AK Nr 526/BP z 28 sierpnia 1944 „za wyróżniające się męstwo w służbie bojowej w okresie konspiracji, a szczególnie w walkach na Starym Mieście podczas powstania warszawskiego[7]
- Krzyż Armii Krajowej − 3 lipca 1968
- Medal Wojska − 10 marca 1969 (czterokrotnie)
- Odznaka pamiątkowa Akcji „Burza” − 1948
- Odznaka Weterana Walk o Niepodległość  − 1995